# 740

## Nașteri
- 2 aprilie: Carol cel Mare rege al francilor și fondator al Imperiului Carolingian (d. 814)
- dată necunoscută: Alcuin  (d. 804)
- dată necunoscută: Adalgis  (d. 788)
- dată necunoscută: Adelperga  (d. 788)

## Decese
- Andrei, 89 ani, arhiepiscop al Cretei, sfânt și primul alcătuitor de canoane (n. 650)
- Grigore, duce longobard de Benevento (din 733), (n. ?)

- Hilderic, duce longobard de Spoleto (din 739), (n. ?)